# 古魯姆山脈

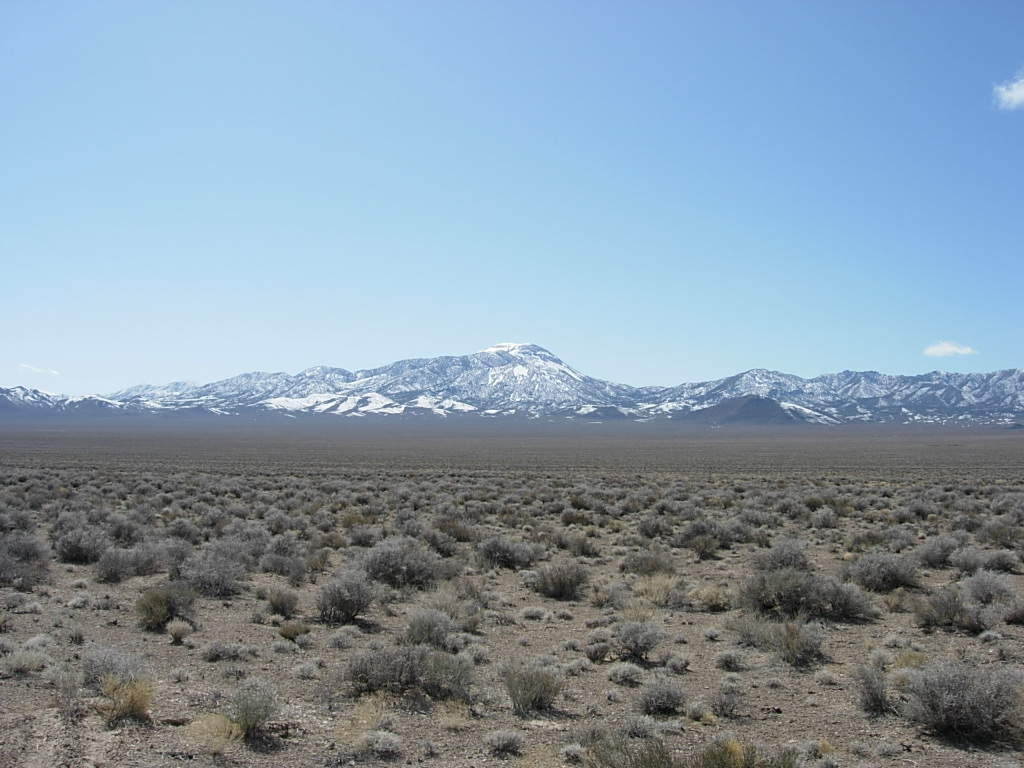
圖片中心點是古魯姆山脈的最高點

古魯姆山脈（英語：Groom Range）是位在内华达州林肯郡的山脉。

## 歷史

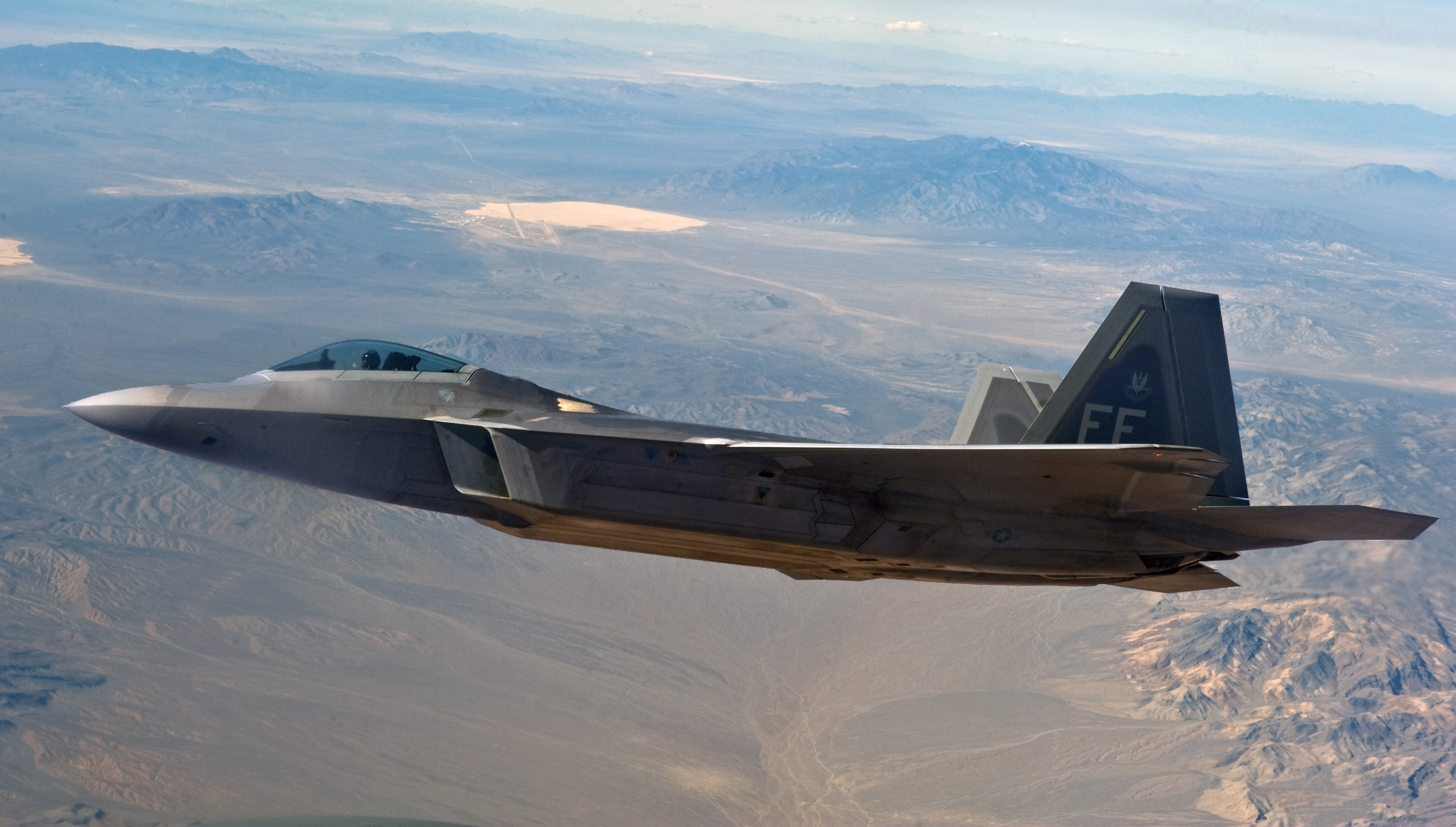
F-22猛禽戰鬥機飛越古魯姆山脈，古魯姆山脈位在戰機背景的右上方

這個山脈原本被稱為那昆塔山或是鐵奎馬山脈，包伯·古魯姆在1864年發現到礦物之後，山脈名稱被改名為古魯姆山脈。古魯姆山脈位在內華達測試訓練場，位在古魯姆湖以北26.6英里。